# 351
| 351                |
| ------------------ |
| Dødsfald - Fødsler |
|                    |

| Gregoriansk kalender | 351 CCCLI               |
| Ab urbe condita      | 1104                    |
| Armensk kalender     | I/T                     |
| Kinesiske kalender   | 3047 – 3048 庚戌 – 辛亥 |
| Etiopisk kalender    | 343 – 344               |
| Jødisk kalender      | 4111 – 4112             |
| Hindukalendere       |                         |
| - Vikram Samvat      | 406 – 407               |
| - Shaka Samvat       | 273 – 274               |
| - Kali Yuga          | 3452 – 3453             |
| Iransk kalender      | 271 BP – 270 BP         |
| Islamisk kalender    | 279 BH – 278 BH         |

Se også 351 (tal)